# Сатрап
Сатрап (староперсијски: khšaçapâvâ) је назив за гувернера сатрапије (провинције) у Медијској и Персијској империји, укључујући и Ахеменидску империју, као и у империјама Сасанида, Хелена и других које су касније настале.
Титула сатрапа је старија од Персијске империје. Реч khšaçapâvâ („заштитник краљевства“, односно провинције, према неким изворима) је медијског порекла и коришћена је да опише вазалне краљеве Медије. Медијски и персијски краљеви слали су у контролу и надгледање својих сатрапа надзорнике који су носили титулу „краљево око“. Реч је временом попримила значење које сугерише тиранију или разметљиви сјај, и њена модерна употреба је пејоративна и односи се на сваког подређеног или локалног владара, обично са неповољним конотацијама корупције.
У савременој литератури, реч сатрап се користи да би окарактерисала лидере или владе држава под јаким утицајем већих светских велесила. Сатрапија је територија којом влада сатрап.

## Етимологија
Реч сатрап је изведена преко латинског satrapes из старогрчке речи satrápēs (σατράπης), која је позајмица из староиранског *xšaθra-pā/ă-. У староперсијском, који је био матерњи језик Ахеменида, она је записана као xšaçapāvan (𐎧𐏁𐏂𐎱𐎠𐎺𐎠, дословно „заштитник провинције”). Медијска форма је реконструисана као *xšaθrapāwan-. Она је сродна са санскритском речи kṣatrapa (क्षत्रपम्), kṣatrapati, и кшатрија.

## Персијски сатрапи
Широка примена сатрапија, или провинција, датира из периода првог Персијског краљевства под Киром Великим, од око 530. п. н. е. Међутим, провинцијска организација потиче из медијске ере, највероватније од 648. п. н. е.
Све до освајања Медије од стране Кира Великог, медијски владари су управљали покореним територијама као провинцијама преко „краљева-штићеника“ и гувернера. Основна разлика је у томе што је концепт краља у персијској култури био недељив од божанског – божански ауторитет давао му је сва права и био уређен „божанским правима краља“. Двадесет сатрапа Кира Великог никада нису били краљеви већ подкраљеви (вицекраљеви), који су владали у његово име. У одређеним политичким околностима многи од њих су користили и најмању прилику како би себи обезбедили моћ независно од краља. Дарије I је уобличио организацију сатрапија повећавши њихов број на 23 и установио стални годишњи порез.
Сатрап је био глава администрације у својој провинцији. Сакупљао је порез, контролисао локалне намеснике, припојене градове и народе и био је врховни судија провинције у свим грађанским и криминалним споровима. Био је одговоран за сигурност путева и дужан да елиминише сваку и назнаку побуне и отпора.
У свему томе помагао му је савет Персијанаца, у коме је било и локалних саветника, а био је контролисан од стране краљевских секретара и емисара самог краља, посебно „краљевог ока“ који је спроводио годишњу инспекцију.
Ослонац и противтежа власти сваког сатрапа био је, поред писара, његов главни финансијски чиновник (староперсијски: ganzabara), док је генерал, задужен за регуларну војску у провинцији и утврђења, био независан и одговоран лично краљу. Међутим, сатрапима није било забрањено да имају трупе и у својој служби.
Велике сатрапије су најчешће биле подељене у мање регионе, чији су се гувернери такође називали сатрапима или хипарсима (од грчког Hyparkhos – нижи намесник). До прерасподеле великих сатрапија долазило је често тако да се дешавало да и две сатрапије буду под влашћу једног сатрапа.
С обзиром да су провинције велике империје настајале као резултат континуираних освајања (матична територија је имала посебан статус и била изузета од плаћања провинцијског пореза), сатрапије су најчешће биле у границама бивших, покорених држава или етно-религијских идентитета. Једни од кључних разлога успеха Ахеменида, као једне од светских империја које су најдуже опстале на историјској сцени, били су њихова отвореност и толеранција према културама и религијама покорених народа. У том смислу, препознатљива персијска култура била је највише на удару настојања Великог краља да делове култура свих својих поданика стопи у нови империјални стил, што се посебно одразило на изглед главног града Персеполиса.
Кад год би централна власт у империји ослабила, сатрап је посезао за практичном независношћу тиме што би супротно свим правилима преузимао улогу заповедника над војском. Побуне сатрапа постале су учесталије од средине 5. века п. н. е. Велики узурпатор Дарије I, током своје владавине између 521. и 485. п. н. е., опирао се широко распрострањеним побунама, а под Артаксерксом II (владар Персије од 404. – 358. п. н. е.) више пута је долазило до отворених побуна у већем делу Мале Азије и Сирији. До последњих великих побуна дошло је за време владавине Артаксеркса III (343. – 338. п. н. е.). Безуспешно покушавајући да сачува Персију од грађанског рата погубио је све своје рођаке, повратио војном силом египатску сатрапију, али ипак на крају убијен од стране свог министра.

## Хеленистички сатрапи
Сатрапску администрацију и титулу обновио је Александар Велики, који је покоривши и проширивши границе већ несталог персијског царства, управљао империјом преко сатрапа. Његови наследници, дијадоси (и њихове династије), који су после Александрове смрти прекројили границе великог царства, а посебно дела бивше империје Селеукида, владали су провинцијама преко сатрапа који су у то време добили хеленистичко име стратегос и чије провинције су биле доста мање од оних у време Персијанаца.

## Сатрапи Парћана и Сасанида
У парћанској империји краљева моћ заснивала се на подршци племићких фамилија које су управљале великим поседима, збринутим војницима и порезу. Градови-државе унутар краљевства уживали су одређени степен самоуправе и плаћели су порез краљу. Администрација империје Сасанида била је централизованија од оне у Парти. Делом независна краљевства и градови-државе са сопственом управом из времена Парте замењени су системом „краљевских градова“ који су служили као седишта гувернера (називаних shahrabs) директно одговорних краљу, али и као средишта војним гарнизона. Шахрабси су управљали како градом тако и регионом у коме се град налазио.

## Остали сатрапи
По аналогији, реч сатрап се анахронистички користи за различите гувернере, посебно на Оријенту, чија права титула је етимолошки независна, као на пример shaknu и bel pihati у старој Асирији (наследно томе и у (Новом) Вавилону?), првим већим империјама западно од Далеког истока, у где је вероватније да се ради о моделу провинцијског организације.
У новије време, најчешће погрдно, реч сатрап се користи да би се обележили поданици и сарадници неке моћне особе или субјекта у политици или бизнису.